# Лойна (река)
Лойна — река в Смоленском районе Смоленской области России. Левый приток Клёца.
Длина 20 км. Исток севернее деревни Лоино Смоленского района. Полностью протекает по территории Лоинского сельского поселения, а в нижнем течении по реке проходит его граница. Общее направление течения — на юг. Устье — южнее деревни Ходыки Смоленского района.
Населённые пункты на реке: Лоино, Перегорши, Малые Черкасы, Буда, Новая Слобода, Ходыки.